# Iwano-Frankiwsk (stacja kolejowa)
Iwano-Frankiwsk (Івано-Франківськ) – stacja kolejowa w Iwano-Frankiwsku, w obwodzie iwanofrankiwskim, na Ukrainie. Znajdują się tu 3 perony.

## Historia
Gmach dworcowy powstał w 1866 wraz z koleją żelazną Lwów-Czerniowce-Jassy. W XIX w. stacja leżała pomiędzy stacjami Jezupol i Ottynia.
7 lipca 1887 na dworzec przybył arcyksiążę austriacki Rudolf.
17 czerwca 1905 kierownik ministerstwa kolejowego Vrba w odpowiedzi na interpelację posła Pawła Stwiertni i towarzyszy stwierdził, iż przebudowa dworca rozpocznie się niezwłocznie i pochłonie kwotę ok. 500 000 koron.  
W 1906 rozbudowany w oparciu o projekt E. Baudischa z Ministerstwa Kolei Żelaznych w Wiedniu. Później według projektu tego samego architekta powstał podobny dworzec w Tarnowie.
Stanisławów był siedzibą dyrekcji okręgowych kolei (1894-1934), najpierw kolei austriackich, następnie polskich. Obecnie ma tu swą siedzibę wchodząca w skład Kolei Lwowskiej Iwanofrankiwska Dyrekcja Przewozów Kolejowych (Івано-Франківська дирекція залізничних перевезень).